# Estampie (groupe)
Pour les articles homonymes, voir Estampie (homonymie).
Estampie est un groupe allemand de musiques du monde et médiévale. En parallèle, depuis 2005, les musiciens d'Estampie associés à ceux des groupes Amán Amán et L'Ham de Foc, se produisent sous le nom de Al Andaluz Project, explorant la musique arabo-andalouse.

## Histoire
Le groupe, dont le nom vient de l'estampie, une danse médiévale, est formé en 1985 par Sigrid Hausen, Michael Popp et Ernst Schwindl. Il joue principalement de la musique médiévale, teintée d'influences modernes de musique world et pop.
Estampie compte 8 albums studio, dont trois sont enregistrés en collaboration avec le chanteur de Deine Lakaien, Alexander Veljanov. Deux autres albums sont enregistrés sous le nom de Al Andaluz Project, un projet musical réunissant Estampie, le groupe espagnol de folk L'Ham de Foc et Amán Amán.
Fin amor, sorti en 2002, met en scène un orchestre de 15 musiciens. Il aborde les thèmes de l'amour religieux et mondain en se basant sur des textes de la poésie médiévale des troubadours. L'album Signum, sorti en 2004, est salué pour ses arrangements incluant des harpes et des flûtes. Le thème général de cet album est l'éphémère, avec des pièces sensibles et des morceaux enjoués.

## Membres
- Sigrid Hausen
- Michael Popp[4]
- Ernst Schwindl
- Sascha Gotowtschikow
- Sarah M. Newman[5]
- Christoph Pelgen

## Discographie
- 1990 : A chantar – Lieder der Frauenminne
- 1991 : Ave maris stella – Marienverehrung im Mittelalter
- 1994 : Ludus Danielis – Ein mittelalterliches Mysterienspiel
- 1996 : Crusaders – Lieder der Kreuzritter
- 1998 : Materia Mystica – Eine Hommage an Hildegard von Bingen
- 2000 : Ondas – Musik von Troubadours und Flagellanten
- 2002 : Fin Amor – Musik zwischen Liebe, Sehnsucht, Leidenschaft und dem rauhen Nordwind
- 2004 : Signum
- 2005 : Marco Polo – Estampie und die Klänge der Seidenstraße (DVD live)
- 2007 : Best of Estampie (1986–2006)
- 2007 : Al Andaluz Project – Deus et Diabolus (avec L'Ham de Foc et Amán Amán)
- 2010 : Al Andaluz Project – Al-Maraya (avec L'Ham de Foc et Amán Amán)
- 2012 : Secrets of the North
- 2016 : Amor Lontano